# Aud Talle
Aud Talle, född 23 september 1944 i Leikanger i Sogn, död 16 augusti 2011, var en norsk professor i socialantropologi vid Oslo universitet.

### Utgivet på svenska
- 1976 – Barn i Belfast (med Stig Holmqvist)
- 1978 – Barheidas tre hustrur (med Stig Holmqvist)
- 1983 – Kvinnor och utveckling
- 1995 – Barheidas fjärde hustru (med Stig Holmqvist)
- 2005 – På Barheidas tid (med Stig Holmqvist)

## Priser och utmärkelser
- Expressens Heffaklump 1976